# Saša Stanišić
Saša Stanišić (ur. 7 marca 1978 w Višegradzie) – niemieckojęzyczny pisarz pochodzenia bośniackiego.

## Życiorys
Urodził się w ówczesnej Jugosławii w mieszanym, serbsko-bośniackim małżeństwie. Po wybuchu wojny, w wieku 14 lat, razem z rodzicami wyjechał do Niemiec. Studiował na Uniwersytecie w Heidelbergu (niemiecki jako język obcy i slawistykę) pracował jako asystent na uczelni w Lewisburgu (USA). W tym czasie debiutował jako autor tekstów poetyckich, opowiadań i esejów. Pisze w języku niemieckim.
W 2006 opublikował powieść Jak żołnierz gramofon reperował, częściowo autobiograficzny utwór rozgrywający się w Bośni na przestrzeni ostatnich dwudziestu lat. Narratorem i głównym bohaterem książki jest Aleksandar, rówieśnik autora, tak jak i on dorastający w Wiszegradzie, po latach wracający w rodzinne strony.
Za powieść Skąd został w 2019 uhonorowany nagrodą Deutscher Buchpreis. W 2020 otrzymał Nagrodę Literacką im. Eichendorffa, a w 2023 Literacką Nagrodę Europy Środkowej Angelus. W 2024 otrzymał Order Zasługi Badenii-Wirtembergii.

## Utwory literackie
- 2006 Wie der Soldat das Grammofon repariert. Luchterhand, München 2006, ISBN 3-630-87242-5[4].
- 2014 Vor dem Fest. Luchterhand, München 2014, ISBN 978-3-630-87243-8[5].
- 2016 Fallensteller. Erzählungen. Luchterhand, München 2016, ISBN 978-3-630-87471-5[6].
- 2019 Herkunft. Luchterhand, München, ISBN 978-3-630-87473-9[7].

## Polskie przekłady
- Jak żołnierz gramofon reperował (Wie der Soldat das Grammofon repariert 2006), tł. Alicja Rosenau, Czarne 2008[8]
- Noc przed festynem (Vor dem Fest), Dom Wydawniczy PWN 2015
- Skąd (Herkunft), tł. Małgorzata Gralińska, Książkowe Klimaty 2022[9]